# باكارد
باكارد هي ماركة سيارات فارهة أمريكية سابقة. ظهرت أول سيارة من باكارد عام 1899 وكان أخر إنتاج منها عام 1958.

## محركات باكارد
مهندسو باكارد نجحوا في تصميم وتصنيع محركات قوية وعملية. تم تقديم محرك ذو 12 أسطوانة كما تم تقديم محرك ثماني الأسطوانات ذو ضغط منخفض، ولكن لم يتم تقديم محرك ذو 16 صماما.

## طرازات باكارد
- باكارد 110
- باكارد 120
- باكارد 160
- باكارد 180
- باكارد 200
- باكارد 250
- باكارد 300
- باكارد 400
- باكارد بالبوا
- باكارد كاريبيان
- باكارد كافالير
- باكارد كليبر